# Datenratenbegrenzung
Datenratenbegrenzung (auch Bandbreitenkontrolle) ist eine Technik aus dem Bereich der Übertragungstechnik, um die zur Verfügung stehende Datenrate eines Übertragungskanals, an konkurrierende Benutzer nach festgelegten Prioritäten aufzuteilen. Eine praktisch einsetzbare Technik sollte auch dynamisch arbeiten können, d. h. Einschränkungen in der Zuteilung von Ressourcen sollten erst dann eintreten, wenn es tatsächlich eine Konkurrenzsituation gibt.
Für Linux gibt es in iproute2 das Dienstprogramm tc, mit dessen Hilfe sich anspruchsvolle Strategien implementieren lassen. Beim Proxyserver Squid gibt es standardmäßig Parameter, mit den sich – in diesem Fall für Web-Zugriffe – relativ einfach und effizient Alltagssituationen bewältigen lassen.
Bevor man die Datenrate kontrolliert, sollte man in der Lage sein, die Nutzung der vorhandenen Datenrate zu messen. Unter Linux gibt es dazu beispielsweise das Programm Iptraf, das detaillierte Messungen und Aufgliederungen erlaubt. Iptraf kann auch im Kommandozeilenmodus ausgeführt werden und so unter Kontrolle von Prozeduren automatisch Messungen und Auswertungen ermöglichen. Unter Microsoft Windows Server gibt es einen Netzwerkmonitor für interaktive Messungen.